# Shoko Asahara
Shoko Asahara (født 2. marts 1955, død 6. juli 2018) var grundlægger af den japanske sekt Aum Shinrikyo. I 2004 blev han idømt dødsstraf for at have stået bag giftgasangrebet i Tokyos undergrundsbane 1995. En appel blev afvist ved to højere retsinstanser i 2006. Han blev henrettet ved hængning den 6. juli 2018.